# Ле Конг Вінь
Ле Конг Вінь (в'єт. Lê Công Vinh, нар. 10 грудня 1985, Нгеан) — в'єтнамський футболіст, нападник клубу «Сонглам Нгеан». Найкращий бомбардир в історії національної збірної В'єтнаму. Вважається одним з найбільш талановитих футболістів Південно-Східної Азії.

## Клубна кар'єра
Народився 10 грудня 1985 року в місті Нгеан. Вихованець футбольної школи клубу «Сонглам Нгеан». Дорослу футбольну кар'єру розпочав 2003 року в основній команді того ж клубу. 2004 року, вже у свій перший повний сезон за дорослу команду, 18-річний юніор показав настільки яскраву гру, що отримав «Золотий м'яч» — нагороду, яка присуджується найкращому футболістові В'єтнаму. В 2006 та 2007 роках приз знову дістався Віню. Взимку 2008 багато в'єтнамських клубів зацікавилися результативним форвардом. Керівництво «Сонглам Нгеан» було змушене заявити, що не продасть свого лідера дешевше, ніж за 1 млн доларів — небачену для в'єтнамського футболу суму, тому Вінь залишився в своєму рідному клубі. Однак через рік його контракт закінчився, і Вінь як вільний агент перебрався в столичний «Ханой Т-енд-Т». Забивши в сезоні 2009 року 15 м'ячів та ставши найкращим бомбардиром чемпіонату серед місцевих гравців, Вінь в черговий раз підтвердив свою репутацію найкращого футболіста країни.
У серпні 2009 за посередництва тренера національної збірної В'єтнаму Енріке Каліште Вінь відправився в Європу, в клуб вищої португальської ліги «Лейшойнш». 4 жовтня 2009 року він дебютував за «Лейшойнш» в матчі з «Лейрією», відігравши всі 90 хвилин, ставши першим в історії в'єтнамським футболістом, який зіграв у професіональній європейській лізі. А 18 жовтня, в другому своєму матчі за португальський клуб, забив перший гол в Європі. Трапилося це на 44-й хвилині кубкової зустрічі з Каза Піа.
Але закріпитися в Європі в'єтнамець так і не зумів, через що 2010 року повернувся в «Т-енд-Т», проте незабаром отримав травму та пропустив більшу частину сезону, що став для його клубу переможним. 2011 року разом з командою завоював срібні медалі чемпіонату.
По закінченню сезону підписав контракт з іншим столичним клубом — «Ханоєм». Наприкінці 2012 року «Ханой» був розформований, і Вінь повернувся до рідного клубу «Сонглам Нгеан». Весь сезон 2013 року «Сонглам Нгеан» боровся за перемогу в чемпіонаті, проте фінішував в підсумку лише четвертим, а Вінь з 14 голами увійшов до трійки найкращих бомбардирів. Другу половину 2013 року Вінь на правах оренди провів у клубі другої японської ліги «Консадоле Саппоро», після чого на початку 2014 року повернувся в «Сонглам Нгеан». Відтоді встиг відіграти за команду з Віня 20 матчів в національному чемпіонаті.

## Виступи за збірні
Протягом 2001–2003 років залучався до складу молодіжної збірної В'єтнаму. На молодіжному рівні зіграв у 9 офіційних матчах, забив 5 голів.
2004 року дебютував в офіційних матчах у складі національної збірної В'єтнаму.
В липні 2007 року брав участь у першому для В'єтнаму Кубку Азії. Провів на турнірі 4 матчі та відзначився голом в ворота збірної ОАЕ. В'єтнам зміг пробитися до вісімки найкращих команд континенту, поступившись у чвертьфіналі майбутнім чемпіонам — збірній Іраку. У грудні 2008 року ведений Вінем В'єтнам став переможцем чемпіонату АСЕАН (Південно-Східної Азії).
У червні 2011 року у двох матчах стартового раунду відбіркового турніру ЧС-2014 зі збірної Макао Вінь забив 7 м'ячів, що дозволило йому наздогнати за кількістю голів за збірну Ле Хюїнь Дика, у якого було їх також 30. Наступний гол, забитий 11 вересня 2012 в товариському матчі проти збірної Малайзії, зробив Віня найкращим бомбардиром в історії збірної В'єтнаму.
Наразі провів у формі головної команди країни 57 матчів, забивши 34 голи.

## Досягнення

### Командні
- Чемпіон АСЕАН: 2008
- Чемпіон В'єтнаму: 2010

### Особисті
- Найкращий футболіст В'єтнаму: 2004, 2006, 2007